# 응가나산인

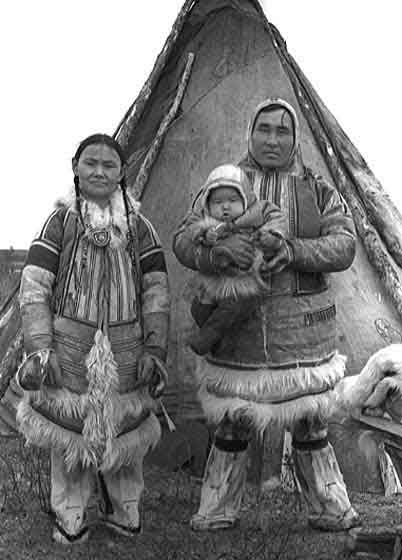
1927년에 촬영된 응가나산인 가정

응가나산인(Nganasan, 응가나산어: ӈәнә"са(нә") ŋənəhsa(nəh), ня(") ńæh)은 시베리아 북부의 타이미르반도에 거주하는 사모예드 계열의 원주민이다. 러시아 연방에서 북부 원주민 중 하나로 인정받고 있으며, 과거 러시아어로 타브기(Tavgi)라고도 불렸다. 오늘날에는 주로 크라스노야르스크 지방의 타이미르스키군의 우스트아밤, 볼로첸카, 노바야 등의 거주지에 거주하며, 두딘카와 노릴스크의 마을에도 일부가 거주하고 있다. 2002년 기준 인구는 862명이다.
응가나산인은 원시 우랄족에서 가장 먼저 갈라져 나온 직계 후손으로 여겨지나, 현지의 고시베리아인 인구를 흡수했다는 유전적·언어적 증거가 있다. 네네츠족이 순록떼를 기르며 사는 것과 대비되게 이들은 야생 순록을 사냥하며 살던 준-유목민족이었다. 17세기부터 러시아 제국의 야사크(공물) 제도에 복속하였다. 응가나산인은 1970년대까지 거의 독립적으로 살았으나, 이후 이들의 전통적 유목 지대의 남쪽 끝에 위치한 여러 마을에 정착하여 오늘날에 이른다.
전통적으로는 애니미즘, 샤머니즘을 믿고 우랄어족에 속하는 응가나산어를 사용했다. 본래 응가나산어와 타이미르 피진 러시아어가 이들의 유일한 언어였으나 보편 교육과 정착의 증가로 현대에는 러시아어를 모어로 하는 인구가 많다. 일부 응가나산인은 돌간인과 섞여 사는데 우스티아밤(Усть-Авам) 마을이 한 예이다.